# Partyzánská brigáda Jana Žižky – Pola
Partyzánská brigáda Jana Žižky – Pola byla partyzánská brigáda v období Slovenského národního povstání (září 1944 až duben 1945).
Během druhé světové války bojovaly tři partyzánské brigády pod jménem Jan Žižka, dvě z nich v Československu a jedna v Jugoslávii. Partyzánská brigáda vedená Teodorem Polou bojovala hlavně ve Strážovských vrchoch, 1. čs. partyzánská brigáda Jana Žižky vedená Jánon Ušiakom bojovala na Moravě na Vsetínsku a Valašsku. Partyzánská brigáda Jana Žižky vedená Teodorem Polou vznikla z partyzánských oddílů a skupin, které působily před a po vypuknutí Slovenského národního povstání (dále SNP) hlavně v oblasti Uhrovce a Zliechova. V oblasti Uhrovce byla základem partyzánská skupina složená převážně ze sovětských zajatců, kteří uprchli z německých koncentračních táborů a jejíž činnost zajišťoval Okresní výbor Komunistické strany se sídlem v Uhrovci. V jeho čele stál Ján Repka. Ten připravoval protifašistická vystoupení spolu s organizacemi komunistické strany na Horní Nitře vedenými Albínom Grznárom již od podzimu 1943.

## Vypuknutí SNP
Na základě zpráv o příchodu německých jednotek na Slovensko vydal Ján Golian  29. srpna 1944 večer, s platností od 20.00 hodiny heslo "Začněte s vystěhováním!". Podle něj povstalecká armáda přecházela do otevřeného boje. Oficiální informaci o obsazování Slovenska přednesl tehdejší ministr obrany Ferdinand Čatloš 29. srpna 1944 po 19.00 hodině v bratislavském rozhlase. V projevu, ve kterém hanobil partyzány, na závěr vyzval, "aby každý statečný voják a každý statečný Slovák přivítal všude německá vojska jako naše spojence a aby jim každý účinně pomáhal". Tento projev vnesl mezi vojáky hodně nejistoty a způsobil váhání v posádkách. Na středním Pováží organizovaně přešli na stranu povstání jen letci z Piešťan a částečně posádka v Novém Mestě nad Váhom. Z trenčínské posádky odešly organizovaně jen některé skupiny, například skupina poručíka Alexandra Slováka, která se stala základem partyzánské jednotky na Zliechove a ve Valašské Belé. Z posádky v Trenčianských Teplicích odjela dvě auta s nákladem a vojáky. Z posádky v Horných Motešicích se na výzvy partyzánů část přidala k povstání, část zůstala opatrovat koně v hřebčíně. Hned v první den SNP se rozutekly židovské pracovní tábory v Dubnici nad Váhom, Ilavě a v Novákoch, z nichž se mnoho osob zapojilo do 1. československé armády na Slovensku a partyzánských oddílů. Němečtí vojáci, kteří hlídali závod v Dubnici nad Váhom, nepustili dělníky a zaměstnance do práce a na několik dní se zastavila výroba. Toto období využili hlavně totálně nasazení dělníci z Čech a Francie na odchod k povstalcům. Německé jednotky pronikající z Rakouska a Moravy obsadily Piešťany, Nové Mesto nad Váhom a Trenčín bez boje 2. září 1944. Odzbrojily vojáky, kteří zůstali a obsadily všechny vojenské objekty, sklady, pošty a železniční spoje. Na horním Ponitří se posádky v Topolčanech  a Zemianských Kostoľanoch   přidaly k SNP a staly se nejvýznamnější silou obrany povstaleckého území proti SS skupině Schill, která útočila od Nitry směrem na Prievidzu. Sklady v Zemianských Kostoľanoch byly zdrojem výzbroje tvořících se partyzánských jednotek. První boje svedly povstalecké síly u Mýtné Nové Vsi 3. září 1944, pak zaujaly obranu před Topoľčany. Po jejím prolomení zaujaly obranu na čáře Skačany - Návojovce - Velké a Malé Bielice - Brodzany - Malé Uherce, kde probíhaly boje až do 13. září 1944, kdy byla obrana prolomena a skupina Schill obsadila Nováky a Prievidzu.

### Obsazení Bánovců nad Bebravou povstalci
Partyzánské oddíly složené z občanů Uhrovské doliny a Miezgovec  obsadily ráno 30. srpna 1944 Uhrovec a po vyzbrojení se zbraněmi ze Zemianských Kostolan spolu s partyzány ze Slatinské doliny, hlavně z Podlužan, obsadily odpoledne Bánovce nad Bebravou. Veliteli byli četnický důstojnický zástupce Mikuláš Aujesky z Miezgovec a sovětský důstojník Ivan Časnyk. Okresní náčelník Minárik zkoušel před blížícím se obsazením města partyzány zorganizovat asistenční jednotku Pohotovostních oddílů Hlinkovy gardy (POHG), ale zjistil její nedostatečnou vyzbrojenost a neochotu bojovat. Partyzáni mezitím obsadili město. Miezgovčani obsadili z jihovýchodu křižovatku cesty na Topoľčany a došli až k nádraží. Další jednotka přišla od západu po silnici od Podlužan, když cestou obsadila také železniční zastávku Horné Ozorovce. Hlavní proud partyzánů směřoval do středu Bánovců od severu údolím kolem potoka Radiša. Povstalci obsadili obecní dům, poštu, okresní úřad, četnickou stanici, sklady Hlinkovy gardy, odzbrojili gardisty a četníky. Na důležitých bodech postavili stráže. Drželi v rukou železniční trať Trenčín - Topoľčany, spojovací cestu Trenčín - Zvolen a opevnili se na nich. Další skupina z Podlužan kontrolovala cestu Bobot - Motešice a odzbrojovala vojáky, kteří nechtěli bojovat. V Bánovcích nad Bebravou se zastavovali vojáci, kteří prchali z Piešťan, Nového Mesta nad Váhom a z Trenčína, ale i chlapci a dívky z Moravy a Čech, totálně nasazení v Dubnici nad Váhom, i ti, kteří přešli hranici Protektorátu Čechy a Morava. Na požádání okresního náčelníka poslali z Trenčína vojenskou jednotku na potlačení partyzánů, ale ta se k nim přidala. V celém okrese Bánovce nad Bebravou bylo vyhlášeno obnovení Československé republiky a moc převzal Okresní revoluční národní výbor v čele s Jánem Repkou, který vyhlásil mobilizaci. Partyzáni ovládli celé území okresu. Do Uhrovce přišel i ministr obrany Ferdinand Čatloš, který se tam vzdal partyzánům. Odeslali ho do Banské Bystrice. Boje proti německým fašistům v okrese Bánovce nad Bebravou se začaly 10. září u obce Rybany. Vzhledem k nedostatku sil a prostředků povstalců byla hlavní část místních partyzánských oddílů odvelena na pomoc obraně na úseku Skačany - Velké a Malé Bielice - Brodzany - Malé Uherce, kde se bojovalo až do 13. září 1944, kdy byla tato obrana prolomena. Část partyzánů se vrátila do Uhrovské doliny, ostatní zůstali bojovat v 1. čs. armádě na Slovensku. 13. září přišla do města jako posádka německá letecká škola z Malacek a Bánovce byly obsazeny německým vojskem. Okolní obce ovládali partyzáni, jejichž hlavní štáb byl v Uhrovském údolí.

## Vznik Partyzánské brigády Jana Žižky (dále PBJŽ)
Devatenáctičlenná zpravodajsko-organizátorská skupina vedená Teodorem Polou, byla vysazena na rozkaz Hlavního štábu partyzánského hnutí (HŠPH) v Kyjevě v noci z 27. na 28. srpna 1944 u obce Sklabiňa v okrese Martin na základnu partyzánského velitele Petra Alexejeviče Veličky. Jejím původním úkolem bylo přejít na území Moravy s možností činnosti kolem Moravské Ostravy a tam rozvíjet partyzánské hnutí. Po pěším přechodu Martinských holí přišli v podvečer 4. září 1944 do Fačkova. Zde se setkali s Karolem Bacílkem, který jim vysvětlil aktuální situaci a požádal je, aby šli do prostoru Bánovce nad Bebravou a spojili tam místní partyzánské oddíly a útvary slovenské armády, které odešly z Povážských posádek. Na základě situace a po souhlasu HŠPH přišla organizátorská skupina do Uhrovce. Na jednání s veliteli partyzánských skupin v tomto prostoru se dohodli na vytvoření partyzánské brigády pod jednotným velením Teodora Poly. 20. září 1944 si sloučené partyzánské skupiny zvolily se souhlasem HŠPH název Partyzánská brigáda Jana Žižky. Ozbrojený boj v tomto kraji tak dostal pevnou organizaci, vojenskou disciplínu a koordinaci činnosti. Štáb měl spojení nebo jej navázal se sousedními partyzánskými skupinami a svou bojovou činnost mohl s nimi koordinovat. Přes svou radiostanici měl pravidelné spojení s HŠPH v Kyjevě. Při svém vzniku brigáda registrovala 900 bojovníků. Kromě toho Okresní revoluční národní výbor a okresní výbor Komunistické strany Slovenska disponovaly v každé obci 20–30člennou skupinou ozbrojených dobrovolníků, kteří plnili strážní a pořádkovou službu, pro jednotlivé partyzánské skupiny působili jako spojky a vykonávali i funkci rozvědky ve svém obvodu. Na území, kde působila ve svých začátcích Partyzánská brigáda Jana Žižky, bylo 22 obcí, v nichž byla vyhlášena Československá republika. Přestal zde pracovat aparát fašistického slovenského státu – notáři, četníci, vládní komisaři, nikdo nerespektoval nařízení státních a politických orgánů a organizací, přestala existovat Hlinkova slovenská lidová strana, Hlinkova garda a Hlinkova mládež. Občané respektovali základní organizace a buňky KSS a plnili nařízení revolučních národních výborů. Partyzány začali považovat za svou ozbrojenou moc a poskytovali jí veškerou materiální pomoc, a to jak se to později ukázalo i za cenu vlastních životů a životů svých nejbližších.

## Organizace Partyzánské brigády Jana Žižky

### Velení brigády
Velitelem brigády byl Theodor Pola z Vávrovic u Opavy, prvním zástupcem hrdina SSSR Dmitrij Rezuto z Kyjeva, druhým zástupcem Arnošt Krpec (krycím jménem Václav), španělský Interbrigadista z Ostravy, politickým komisařem Štefan Kaščák z Bukovce u Svidníku, náčelníkem štábu hrdina SSSR Vsevolod Ivanovič Klokov od Čeljabinsku na Urale, náčelníkem zdravotní služby Alexander Tarakanov z Leningradu a další.

### Roty brigády
- 1. rota – velitel Ivan Klimeš Romanov do 30. září 1944 (zbavený funkce, Boris Suchotin od 30. září 1944 do 4. října 1944 kdy padl), komisař: Vladimír Sedlář, náčelník štábu: Alexander Kurlejev. Rota vznikla: 15. září 1944. Prostor působení: Motešice, Trenčianske Teplice, Slatina nad Bebravou.
- 2. rota – velitel Tomáš Lisko, komisař Július Turek, náčelník štábu Ivan Makarovský. Rota vznikla 13. září 1944. Její operačním pásmem byl Uhrovec a blízké okolí.
- 3. rota – velitel Vladimír Žalman, komisař Edita Hanzelová-Katzová (26.9.1944 padla v boji u Trenčianského Jastrabia), po její smrti Viliam Hanzel (Roháček), náčelník štábu Alexej Samonov. Vznikla 15. září 1944. Držela obranu v pásmu Trenčín, Trenčianske Jastrabie. Z rozhodnutí štábu 14. října 1944 se přemístila do Zlatník a odtud do Považského Inovce, který se stal jejím novým operačním pásmem.
- 4.rota – velitel Pavel Dolný, komisař: Helina, náčelník štábu: Ondrej Ďuračka. Výcviková rota.
- 5.rota – velitel František Kočkár, komisař: Marcel Gogola, náčelník štábu: Pavol Ajdarov. Rota vznikla: 10. září 1944. Operační prostor Valaská Belá.
- 6. rota – velitel Alexander Slovák, náčelník štábu: Vasil Stanko. Rota vznikla: 8. září 1944. Prostor působení: Zliechov.
- 7. rota – velitel Štefan Buchel, zástupce Samuel Bachar. Rota vznikla 29. září 1944. Operační pásmo od Bánovců nad Bebravou po Trenčianske Jastrabie. Sídlo Podlužany - Zlobiny.
- 8. rota – velitel Michal Masaryk, komisař Michal Kováčik, náčelník štábu Cyril Dřinek, sídlo Miezgovce. Operační pásmo Miezgovce - Vysočany - Pravotice - Bánovce nad Bebravou.

Štáb brigády už při sestavování bojových rot vytvořil podmínky, aby každá rota plnila úkoly v určitém prostoru a tak zajistila přirozenou ochranu Uhrovské doliny, kde byly soustředěny řídící orgány, tj. revoluční okresní národní výbor a okresní výbor KSS. V údolí bylo sídlo štábu a sem partyzáni soustředili i potřebné zásoby potravin, výstroje a část výzbroje a léčiv. Brigáda vydávala samostatný partyzánský časopis "Partyzánský věstník" jehož redaktorem byl Vojtech Deneš Dolinský.
Náčelník štábu velitelství 1. československé armády Július Nosko ve svém hlášení Hlavnímu štábu partyzánských oddílů na Slovensku uvádí, že ve Strážovské hornatině působí partyzánská skupina, která má určené tyto úkoly:
- hlídat údolí Váhu v úseku Trenčianska Turná, Považská Bystrica a všechny průchody vedoucí z tohoto prostoru do údolí Nitry s důrazem na Trenčianskou Turnou, Trenčianske Teplice, Ilavu a Považskú Bystricu;
- častými přepady rušit nepřítele na všech komunikacích v přikázaném úseku, zejména v údolí Váhu.

Kromě příslušníků slovenské (nejvíce z Miezgovské, Uhrovské a Slatinské doliny), české a ruské národnosti v brigádě bojovali Ukrajinci, Poláci, Jugoslávci, Bulhaři, Maďaři, Francouzi a Němci.

## Diverzní akce a boje brigády
Oddíly brigády prováděly diverzní akce na železniční trati Nové Mesto nad Váhom - Považská Bystrica a na trati Trenčín - Chynorany. Přepadávaly německé kolony, které směřovaly z Trenčína a z Trenčianských Teplic směrem na Nováky. Plnila i jiné úkoly, jako například zajištění přechodů sestřelených amerických a anglických letců přes území ovládané brigádou do Banské Bystrice, které se uskutečňovaly až do obsazení letiště Tri duby. Tři letci, kteří byli sestřeleni a zachráněni později, byli přičleněni ke štábu až do osvobození. Partyzáni několikrát přepadli německou posádku v Bánovcích nad Bebravou, tyto přepady sloužily k doplnění zásob zbraní, potravin a hlavně léků.
Část vojáků, hlavně ze Zliechova, odešla po obsazení Turca k bojujícím jednotkám na střední Slovensko. Na jejich místo byli přijímáni noví dobrovolníci z řad místního obyvatelstva.  Jejich výcvik zabezpečovala rota, které velel Pavel Dolný. Menší skupiny partyzánů odcházely plnit dílčí bojové úkoly do vzdálenějších prostor na Pováží i na Ponitrie. Často  spolu s minéry, připravovanými Dmitrijem Rezutom, Josefem Saganem a Štefanem Alušíkom, pro které zabezpečovaly bojové krytí.
Přechod přes Machnáč při Trenčianských Teplicích byl pro německé jednotky velmi těžký a proto se říkalo, že "na Machnáči střílí každý strom". Největší otevřený boj s německými nacisty byl 4. října 1944 u Letního Majeru nedaleko Motešic, kdy několik rot zastavilo přechod německé kolony směřující na Bánovce. V boji o Motešickou cestu padlo deset partyzánů a sedmnáct jich bylo raněno. Nacisté měli mnohem větší ztráty. Po válce bylo v Trenčianských Teplicích 189 hrobů německých vojáků. Na bojišti zanechali pouze při Letním Majeri šest nákladních a jedno osobní auto, množství výstroje a výzbroje, munici a jiný materiál.
Německé velení na aktivity brigády reagovalo 18. října soustředěným útokem na Slatinskou dolinu od Valašskej Belé přes Černou Lehotu a od Motešic a Timoradzu přes Krásnou Ves, Slatinku nad Bebravou. Vytlačili odtud 9.prapor brigády, který ustoupil do Trebichavy. Partyzáni získali koncem října v Motešickém zámku archív prezidenta slovenského státu Jozefa Tisa. Velení se pokusilo odeslat nalezený materiál za frontovou linii, ale pro trvale nepříznivé počasí a nepříznivé bojové podmínky se ho rozhodlo ukrýt. Dokumenty z něj, které dokládaly Tisovu znalost o likvidaci Židů v koncentračních táborech, byly proti němu použity v soudním procesu v roce 1947. Při akci byl také ukořistěn osobní automobil prezidenta Tisa.
Úspěšnou diverzní akcí bylo 1. listopadu 1944 vyhození dvou vozů úzkorozchodné električky na trati Trenčianske Teplice - Trenčianska Teplá, kterou partyzáni zastavili, nechali vystoupit pasažéry cestující do práce ve zbrojovce a po zaminování ji zničili. Přitom v Trenčianských Teplicích byla německá posádka a Trenčianska Teplá, která zajišťovala protiletadlovou obranu zbrojovky v Dubnici nad Váhom, byla silně opevněná. Jako odvetu za tyto aktivity uskutečnila protipartyzánská jednotka Josef se sídlem v Trenčianských Teplicích, které velel Werner Pawlowski, nelidskou akci. Vydávajíce se za povstalce, přišla 7. listopadu 1944, do Šípkova. Podařilo se jim přesvědčit bratry Aloise a Jána Holé, že jsou povstalečtí vojáci ustupující od Banské Bystrice. Bratři pro ně obstarali auto a potraviny a odvedli je na salaš Lupenice, kde byli partyzáni, které falešní bojovníci přepadli a zajali. Po výslechu a mučení bratrů Holých je na salaši popravili střelou do zátylku. Podobně zastřelili i další tam zajaté partyzány a protože nechtěli mít žádné očité svědky svého zločinu, zavraždili i pět pastýřů ze Šípkova, kteří se v té době nacházeli na salaši. Všechny zavražděné naházeli do koliby a tu podminovali. Na druhý den vyzvali občany Śípkova, aby šli těla mrtvých odklidit. Při vstupu do koliby nálož explodovala a zabila další občany. Při pohřbu obětí zajistili příslušníci jednotky Josef další osoby. Vyslýchali je v domě Holých. Část odvezli do věznice v Trenčíně a čtyři osoby zavřeli do skříní, obložili slámou, polili hořlavinou a zaživa upálili. Celkem zahynulo v Šipkové 19 občanů a čtyři partyzáni.

## Revoluční národní výbory
Současně se vznikem osvobozeného území byly na něm ustanoveny Revoluční národní výbory (RNV), které řídily život na osvobozeném území. V mnoha obcích byli vládní komisaři obce současně i předsedy RNV a měli významný podíl na zajišťování života partyzánů. Příklady činnosti RNV jsou provedení pozemkové reformy na velkostatku v Šišově  a výroba loděk na přepravu partyzánů a povstalců přes Váh, protože mosty přes Váh hlídali Němci. Výrobu loděk zajišťovaly v obcích Duchonka, u Zlatníků na Bílé Bukovině, Malých Hostích, Podhradí, Prašice. Národní výbory zajišťovaly také zásobování partyzánů, rozdělování obilí, kůže a látek, které partyzáni získali ze skladů. V Omastiné a Uhrovském Podhradí byly krejčovské a obuvnické dílny. Budování bunkrů a zásobovacích základen vykonávali občané podhorských obcí spolu s partyzány. Ošetřování raněných a nemocných zajišťovali v partyzánských nemocnicích a ošetřovnách, které byly v Uhrovském Podhradie, Závadě pod Černým vrchem v části Dupnica, v Temeši a jinde. Tam se ve velmi těžkých podmínkách prováděly i náročné operace. V římskokatolickém kostele ve Slatine se 15. října 1944 dokonce uskutečnila i partyzánská svatba.  
Po obsazení povstaleckého území koncem listopadu 1944 musely RNV působit v ilegalitě.

## Fašistické represe – vypálení obcí
Fašisté spolu s příslušníky pohotovostních oddílů Hlinkovy gardy se za podporu obyvatel partyzánům krutě mstili. V rámci přípravy velké protipartyzánské ofenzívy postupně vypalovali a rabovali podhorské vesnice v Uhrovském údolí. Jako první 29. října 1944 vypálili a vyrabovali Miezgovce, všechny chycené obyvatele odvlekli do Bánovců nad Bebravou, odkud ženy s dětmi večer propustili. Z mužů 36 odvlekli do Nitry, kde je dva týdny vyslýchali a mučili. Po dvou týdnech byli propuštěni, ale dva na následky mučení zemřeli. Když byly dvě jeptišky, obyvatelky Miezgovec, prosit u tehdejšího prezidenta Tisu (byl děkanem v Bánovcích a vězni byli jeho farníky) za jejich propuštění, tak jim Tiso řekl: "Pánbůh poslal na Miezgovčany Němce jako štiplavé hady za to, že podporovali partyzány“. Podobně Němci vypálili a vyrabovali Uhrovec a další obce v Uhrovském údolí.

## Pokračování bojů v horách
Začátkem listopadu přišly do prostoru brigády další jednotky partyzánů z První Stalinovy partyzánské brigády, čímž se zvýšil stav na 1560 partyzánů zařazených v bojových jednotkách a zdravotnické službě. Kromě toho evidovala PBJŽ v obcích svého bojového prostoru asi 500 domácích partyzánů, kteří vykonávali strážní a zpravodajskou službu a provázeli partyzánské jednotky při bojových úkolech. Proto byla 12. listopadu 1944 brigáda přeformovaná na Svaz čsl. partyzánských oddílů Jana Žižky).  Svaz měl po reorganizaci 11. praporů. Po protipartyzánských akcích, které byly jen v malé míře úspěšné, rozhodlo německé velení o generálním útoku na partyzánské území, který začal 22. listopadu 1944. Ze všech stran – od Trenčína, Bánovců nad Bebravou, Ilavy, Novák, Topoľčan a Prievidze bylo možné pozorovat četné jednotky německých vojsk (některé odhady hovoří o 15 tisících osob) spolu s dělostřelectvem a obrněnými vozy. Jejich základem byla německá 2. SS brigáda Dirlewanger, která samotná měla okolo 4 tisíc mužů. Akce se zúčastnily i jednotky POHG. Jedna skupina táhla od Dolných Vestenic směrem k Jankovu vršku a Uhrovci. Jiná postupovala Rudnianskou dolinou k Valašskej Belé. Rovněž byly zjištěny pohyby vojsk z Bánovců nad Bebravou do Slatinské doliny. Další četné německé jednotky táhly obcemi od Trenčianských Teplic k Ilavě. Počasí v tomto období bylo značně nepříznivé, bylo deštivo a na horách sněžilo. Partyzánům ale zčásti pomohlo, zejména díky častým mlhám, které ztížily orientaci německých vojsk v horském terénu, a umožnilo převážné většině partyzánů uniknout z obklíčení. Tento útok znamenal odchod hlavních sil partyzánů z oblasti Strážovských vrchů do Inovce. Oddíly „stalinců“, které se probily z obklíčení, odešly do Nízkých Tater. V následujících dnech se pohybovalo po horách mnoho partyzánů. Chodili ve skupinkách po dvou až pěti. Mnozí se po marném hledání svého štábu a velitele ukryli v některé z okolních obcí. Hlavní síly brigády spolu se štábem, asi 400 partyzánů, se probily z obklíčení a odešly po trase Rázdelie - Černý vrch - Rokoš - Ostrý vrch - Miezgovce - Rybany - řeka Bebrava – Borčany, což je pěšky mimo zpevněné cesty zhruba 32 km s převýšením 1797 m (turistický odhad 8 hod) za velmi nepříznivého počasí, deště a sněhu, s osobními zbraněmi a zásobami. V Borčanech požádali rolníky, aby je odvezli na vozech přes Libichavu - Velké Hoste - Malé Hoste - Zlatníky na Kulháň, kam dorazily 24. listopadu 1944. Útok Němců a jejich pomahačů trval až do 26. listopadu 1944 a měl pro partyzány těžké následky. Velké byly i materiální ztráty, které svazek utrpěl. Ztratil všechna motorová vozidla, sklady potravin a ostatního materiálu. Fašisté při generálním útoku každou obec důkladně prohledali a pak nařídili soustředění mužského obyvatelstva od 16 do 60 let ve škole nebo v hospodě. Odtud je nahnali jako zajatce a rukojmí do Bánovec a Prievidze (do Bánovec asi 800 až 1000, do Prievidze 200 z Valašskej Belé). Tam byly vytvořeny z příslušníků gestapa a členů POHG zvláštní komise, které měly na starosti vytřídění obyvatel a partyzánů, jako i těch, kteří partyzánům aktivně pomáhali. Počty raněných, pohřešovaných a mrtvých se daly stanovit pouze odhadem. Fašisté své padlé, pokud je našli, odvezli do obcí. Ve Valašské Belé, a nejen tam, ale Němci odváželi jen padlé říšské Němce. Raněné partyzány buď stříleli na místě, nebo vozili gestapu na výslech. V Bánovcích nad Bebravou asistoval gestapu při výsleších Pohotovostní oddíl Hlinkovy gardy s názvem Šipka. Výsledkem byly masové hroby ať rasově pronásledovaných nebo partyzánů a jejich pomocníků, jakým je například Cibislavka u Bánovec nad Bebravou s 35 oběťmi nebo Kšinná-Pavle Jarok s 31 obětí. Po přechodu hlavních sil brigády do Inovce pokračovalo pronásledování partyzánů fašistickými vojsky obklíčením pohoří Inovec. Štáb brigády se dvěma prapory odešel nejprve do Tribečských hor, potom na Vtáčnik a do Strážovských vrchů se vrátil  až v lednu 1945. Za neúspěch vyklizovací operace ve Strážovských vrších se fašisté pomstili na obyvatelích podhorských obcí Inovce, hlavně Selca, Zlatníky a Cimenná, které převážně odvlekli do koncentračních táborů, odkud se mnozí nevrátili. Ze Selca odvlekli 30. listopadu 1944 120 mužů nejprve do Beckova, z nich vybrali 65, které odvezli do koncentračního tábora v Seredi a odtud 19. prosince v dobytčích vagónech přes Žilinu do Sachsenhausenu, kam tehdy dovezli celkem 944 občanů Slovenska, z toho 48 Selčanov – 42 z nich zde zahynulo. Podle informací získaných pro Muzeum PBJŽ o padlých, popravených a umučených partyzánech, vojácích a pomocnících partyzánů během SNP 1944–1945 zahynulo v tomto období v okresech Trenčín a Bánovce nad Bebravou téměř 500 obětí (viz mapa https://www.astrala.io/szpb/map.html).
Mezi nejodvážnější akce brigády patřilo zorganizování přechodu 160 Francouzů ze zbrojovky v Dubnici k partyzánům 6. února 1945, kvůli čemuž se přestaly v Dubnici vyrábět letecké motory. Veliteli Francouzů byli poručík Pierre Berniot a poručík Kartal. Velení brigády po příchodu do Strážovských vrchů na laz Bukovec ve Valašskej Belé zhodnotilo situaci a rozhodlo brigádu rozdělit na menší útvary. Z brigády vyčlenilo novou jednotku – brigádu Suvorov pod velením Dmitrije Rezuta, která odešla směrem na Moravu, avšak pro silnou německou obranu v oblasti hranic se musela vrátit a působila v Rajecké dolině. Devátý prapor se vrátil nad Kšinnou, 8. prapor do Miezgovce a ostatní oddíly odešly přes Gápeľ – Čičmany - Rajeckou Lesnou (Frývaldov) - Valču do Necpalské doliny u Martina, kde pokračovaly v partyzánské činnosti až do osvobození. Uskutečňovaly diverzní akce jako například zničení obrněného transportéru přímo v německé posádce v Pravoticích miezgovskou rotou. V tomto období uskutečnily oddíly 28 diverzních akcí. Shromažďovaly informace o vybudovaných obranných postaveních německé armády, pomáhaly při přechodu průzkumným oddílům Rudé armády a zapojily se po boku Rudé a Rumunské královské armády do bojů při osvobození Bánovců nad Bebravou.

## Přechody přes frontu a spojování se s jednotkami Rudé a Rumunské královské armády
Jedenáctý prapor pod velením Vasila Stanka přešel až k Donovalům a na Kaliště, kde se zapojil do partyzánské války. Při přepadu Kaliště 11. prosince 1944 byla těžce raněna Elena Chuťková, jediná ze tří sester Chuťkových, které se zapojily do SNP a která se dožila osvobození. Jedenáctého března 1945 se prapor probojoval v prostoru Podbrezové k rumunské armádě. Příslušníci praporu byli následně odveleni do 1. československého armádního sboru a zúčastnili se bojů za osvobození Československa. V jeho sestavě zůstali až do konce druhé světové války.
Bánovce nad Bebravou byly určeny jako sběrný bod všech oddílů PBJŽ. Na toto místo se po osvobození města 5. dubna postupně dostavily: 10. prapor Vladimíra Žalmana v počtu 175 osob, 2. prapor Františka Horníka v počtu 56 osob, 9. prapor Imricha Müllera v počtu 111 mužů (z toho 36 Francouzů) a 4 ženy, 4 Maďaři, 3 Němci a 30 vlasovců, 8. prapor Michala Masaryka v počtu 45 osob, oddíl Vavřince Kyselici v počtu 40 osob, oddíl Jana Šimka v počtu 30 osob. Ostatní partyzánské oddíly: oddíl Vasila Stanka v počtu 150 osob, oddíl Pašky v počtu 54 osob, oddíl Jana Bilíka v počtu 55 osob se spojily s jednotkami Rudé a Rumunské královské armády daleko od tohoto místa.
Rudé armádě byla předána v Bánovcích nad Bebravou a v Čadci následující výzbroj: 2 těžké kulomety, 24 ručních kulometů, 3 automaty, 141 pušek, 148 granátů, 14 tisíc nábojů a 122 zásobníků pro kulomety.
Z partyzánů byly po osvobození měst a obcí vytvářeny Národní milice, které zajišťovaly pořádek na jejich území ve spolupráci s jednotkami osvoboditelů.
Na území okresu Trenčín padlo v bojích 1255 vojáků Rudé armády, 1380 vojáků Rumunské královské armády a 174 místních občanů. Na území tehdejšího okresu Bánovce nad Bebravou padlo 27 vojáků Rudé armády a 56 vojáků Rumunské královské armády.
Podle závěrečné zprávy velení PBJŽ a dalších dokumentů, podnikli partyzáni PBJŽ v období září 1944 až duben 1945 185 bojových akcí. V rámci diverzních akcí zničili či významně poškodili 7 železničních a 11 silničních mostů, vykolejili či vyhodili do vzduchu 21 vlaků nebo jejich částí, poškodili desítky úseků železničního svršku, silnic, energetických a telefonních vedení atd. Kromě toho svojí aktivitou vázali značný počet německých jednotek, které tak chyběly na východní frontě.

## Památník Slovenského národního povstání na Jankovom vršku u Uhrovce
Památník je symbolem hrdinství a slávy a poděkováním všem, kteří bojovali za naši svobodu a na památku padlým hrdinům, kteří položili v boji proti fašismu to nejcennější – vlastní život. Byl postaven v letech 1946 až 1951 a autorem jeho návrhu byli akademický sochař Jozef Pospíšil a významný slovenský meziválečný avantgardní architekt Artur Schlesinger-Slatinský. Investorem byla okresní pobočka Svazu Slovenských partyzánů s předsedou Cyrilem Dřinkem. Na výstavbě se podíleli občané z okolních obcí, přímí účastníci SNP a také brigádníci z Moravy a Čech. Odhalen byl u příležitosti oslav SNP v roce 1951. Komplex se skládá z mohyly, symbolického hřbitova, přírodního amfiteátru a areálu partyzánských bunkrů. Každoročně se v jeho areálu uskutečňují krajské oslavy SNP.
Zpracované podle expozice Muzea Partyzánské brigády Jana Žižky.

## Cesty štábu PBJŽ v období od 22. listopadu 1944 až do 10. dubna 1945
Se štábem přecházelo v náročných zimních podmínkách po uvedených trasách od 200 do 400 partyzánů.
| Číslo cesty | Datum           | Trasa pochodu | Délka v km | Čas v hod |
| ----------- | --------------- | --- | ---------- | --------- |
| 11          | 22.–24.11.1944  | Omastiná lazy - Čierny vrch - Rokoš - Ostrý vrch - Miezgovce - Rybany – řeka Bebrava – Borčany                                                                                 | 31,6       | 12,72     |
| 11a         | 24.11.1944      | na vozech Zlatníky - Kulháň |            |           |
| 12          | 25.11.1944      | Kulháň - Duchonka- Panská Javorina (Považský Inovec) | 13,6       | 7,53      |
| 13          | 26.11.1944      | Panská Javorina - myslivna (Papierna) pri Bojnej | 15,6       | 6,37      |
| 14          | 27.–28.11.1944  | Bojná - řeka Nitra - Kovarce (pohorie Tribeč) - myslivna (4 km od Kovariec) | 28,6       | 11,84     |
| 15          | 28.11.1944      | myslivna Kovarce - myslivna Kľačany | 8,05       | 3,98      |
| 16          | 30.11.1944      | myslivna Kľačany- myslivna Piesky | 8,33       | 3,75      |
| 17          | 1.12.1944       | Piesky - myslivna u Michalika (4 km od Piesky) | 5,1        | 2,30      |
| 18          | 3.12.1944       | myslivna u Michalika (4 km od Piesky) - Zlatno - myslivna Kľačany | 14,5       | 6,24      |
| 19          | 7.12.1944       | myslivna Kľačany - Zlatno - Skýcov (myslivna) | 14         | 6,31      |
| 20          | 8.12.1944       | Skýcov (myslivna)- Brezová | 13,2       | 5,72      |
| 21          | 12.12.1944      | Brezová - směr Oslany - myslivna Cerová a dále směrem Radobica - samota Štiefleje - přes silnici - samota Banská - Maxovci - Ištok - Kľak - chata Na Skuratke (pohoří Vtáčnik) | 29,1       | 14,86     |
| 22          | 17.12.1944      | Ivanov salaš (jen část, štáb zůstal Na Skuratke) | 2,1        | 0,70      |
| 23          | 22.1.1945       | Na Skuratke - (přesun do Strážovských hor) - řeka Nitra - Chalmová | 24         | 10,23     |
| 24          | 23.–24.1.1945   | Chalmová - Dvorníky nad Nitricou - Horné Vestenice - Uhrovské Podhradie-Kšinná (Rakovec)                                                                                       | 25,3       | 12,86     |
| 25          | 25.1.1945       | Rakovec - Uhrovské Podhradie - Omastiná - Lazy | 8,7        | 3,70      |
| 26          | 26.1.1945       | Omastiná Lazy - Laz Dlhé – (Závada pod Čiernym vrchom) | 17         | 8,60      |
| 27          | 27.–30.1.1945   | Laz Dlhé – (Závada pod Čiernym vrchom) - lazy Ciganikovci (u Valaské Belé) | 9,4        | 4,36      |
| 27a         | 30.1 – 2.2.1945 | lazy Ciganikovci - laz Bukovec | 1,9        | 1,20      |
| 28          | 9.2.1945        | laz Bukovec - Gápel - Čičmany | 19         | 8,54      |
| 29          | 10.2.1945       | Čičmany - Fačkov | 10         | 3,57      |
| 30          | 11.2.1945       | Fačkov - dolina pri Valči | 27,3       | 13,19     |
| 31          | 15.2.1945       | dolina pri Valči - statek Brčná | 4,9        | 1,87      |
| 32          | 21.–22.2.1945   | Brčná - Frývald (Rájecká Lesná) - Sádočné - Predhorie pri Pružine - Čičmany | 44,1       | 19,66     |
| 33          | 23.2.1945       | Čičmany - Gápel | 7,5        | 3,21      |
| 34          | 1.3.1945        | Gápel přes Čičmany do osamělé myslivny | 10,2       | 4,94      |
| 35          | 2.3.1945        | Čičmany myslivna - Frývald (Rajecká Lesná) | 17         | 6,09      |
| 36          | 3.–4.3.1945     | Rajecká Lesná - řeka Turiec - Folkušová (Veľká Fatra) | 28,3       | 11,75     |
| 37          | 8.3.1945        | Folkušová - Necpaly - bunkre v Necpalskej doline | 15         | 7,57      |
| 38          | 7.4.1945        | bunkry Necpalská dolina - Folkušová - myslivna v Gaderskej doline | 21         | 10,22     |
| 39          | 10.4. 1945      | Gaderská dolina myslivna - (Turčianska) Blatnica - konec bojové činnosti | 8,3        | 3,19      |

laz = horská osada se skupinami chalup
Vysvětlivky:
1. ↑  Výchozí body, body na trase a cíle pochodů zpracoval podle zápisků velitele brigády Teodora Poly Mgr. Milan Pola. Předpokládané trasy jsou zakresleny na mapách v Muzeu PBJŽ
2. ↑  Odhad délky pochodu podle cest a chodníků turistické mapy a mapy Národního lesnického centra ve Zvolenu
3. ↑  Informativní odhad času podle předpokládaných tras pochodů podle turistických zvyklostí se zohledněním převýšení

## Organizace a počty osob Svazku československých partyzánských praporů a oddílů Jana Žižky
| Datum      | Počet oddílů | Spolu |          |           |         |  | Národnost |       |             |          |         |             |                     |        |
| ---------- | ------------ | ----- | -------- | --------- | ------- |  | --------- | ----- | ----------- | -------- | ------- | ----------- | ------------------- | ------ |
|            |              | osoby | velitelé | partyzáni | zajatci |  | slovenská | česká | národy SSSR | maďarská | německá | francouzská | americká a anglická | Celkem |
| 29.8.1944  | 1            | 19    | 5        | 14        | 0       |  | 11        | 3     | 5           | 0        | 0       |             |                     | 19     |
| 30.9.1944  | 8            | 496   | 25       | 471       | 0       |  | 362       | 60    | 46          | 0        | 0       |             | 28                  | 496    |
| 25.10.1944 | 8            | 711   | 25       | 686       | 2       |  | 546       | 90    | 74          | 0        | 1       |             |                     | 711    |
| 21.11.1944 | 11           | 1590  | 30       | 1560      | 5       |  | 1288      | 164   | 130         | 0        | 8       |             |                     | 1590   |
| 15.12.1944 | 8            | 700   | 27       | 673       | 0       |  | 468       | 125   | 95          | 0        | 9       |             | 3                   | 700    |
| 10.1.1945  | 8            | 705   | 27       | 678       | 85      |  | 468       | 125   | 95          | 5        | 9       |             | 3                   | 705    |
| 3.2.1945   | 9            | 785   | 29       | 756       | 15      |  | 498       | 115   | 149         | 0        | 10      | 10          | 3                   | 785    |
| 10.3.1945  | 7            | 680   | 21       | 659       | 22      |  | 329       | 85    | 81          | 0        | 5       | 180         | 3                   | 683    |
| 10.4.1945  | 9            | 678   | 27       | 651       | 75      |  | 427       | 85    | 116         | 0        | 9       | 38          | 3                   | 678    |

Zdroj: Účet PBJŽ